# Iwan Szyłow
Iwan Fiodorowicz Szyłow (ros. Иван Фёдорович Шилов; ur. 3 września 1930 we wsi Ostrog w obwodzie kemerowskim, zm. 22 grudnia 2021 w Moskwie) – radziecki i rosyjski działacz państwowy, generał pułkownik służby wewnętrznej.

## Życiorys
Służył w wojskach wewnętrznych MGB, w 1953 ukończył kaliningradzką szkołę wojskową MWD ZSRR, po czym został pełnomocnikiem operacyjnym, a w 1957 starszym pełnomocnikiem operacyjnym MWD w Sowieckiej Gawani. W latach 1959–1961 uczył się w Wyższej Szkole MWD, później został pełnomocnikiem operacyjnym, następnie szefem wydziału milicji i rejonowego wydziału spraw wewnętrznych na budowie Syberyjskiego Kombinatu Metalurgicznego w Nowokuźniecku. W latach 1976–1978 był zastępcą szefa Zarządu Spraw Wewnętrznych (UWB) Miejskiego Komitetu Wykonawczego w Kemerowie ds. pracy operacyjnej, 1978–1979 głównym inspektorem Głównego Zarządu Kadr MWD ZSRR, 1979–1983 szefem UWD Nadmorskiego Krajowego Komitetu Wykonawczego, a 1983–1984 szefem Głównego Zarządu Wymiaru Sprawiedliwości MWD ZSRR i członkiem Kolegium MWD ZSRR. W latach 1985–1988 był szefem GUWD Moskiewskiego Obwodowego Komitetu Wykonawczego, od marca do września 1988 zastępcą, a od września 1988 do grudnia 1991 I zastępcą ministra spraw wewnętrznych ZSRR i jednocześnie 1989-1990 szefem Głównego Zarządu Śledczego MWD ZSRR. W 1991 był I zastępcą ministra spraw wewnętrznych Rosji, później pracował w administracji obwodu moskiewskiego, w 2004 został doradcą gubernatora obwodu moskiewskiego, a w 2007 pomocnikiem ministra spraw wewnętrznych Rosji. W 2004 kierował Rosyjską Radą Weteranów Organów Spraw Wewnętrznych i Wojsk Wewnętrznych MWD Rosji.

## Odznaczenia
- Order Czerwonego Sztandaru
- Order „Znak Honoru”
- Order Piotra Wielkiego I klasy
- Order „Za zasługi dla Ojczyzny” III klasy (1 września 2010)
- Odznaka „Zasłużony Pracownik MWD ZSRR”